# Shannonomyia microstyla
Shannonomyia microstyla är en tvåvingeart som beskrevs av Alexander 1971. Shannonomyia microstyla ingår i släktet Shannonomyia och familjen småharkrankar.
Artens utbredningsområde är Panama. Inga underarter finns listade i Catalogue of Life.